# Hermann von Gröning
Hermann Georg Wilhelm Heinrich von Gröning (* 23. Februar 1823 in Bremen; † 8. März 1898 in Bremen) war hanseatischer Kaufmann und Senator der Hansestadt Bremen.

## Biografie
Heinrich von Gröning war der fünfte Sohn des Bremischen Bürgermeisters Heinrich von Gröning (1774–1839). Er besuchte die Schule in Bremen und studierte Rechtswissenschaften an den Universitäten in Göttingen und Heidelberg. Er war als Student bei den Corps Hannovera und Vandalia Heidelberg aktiv. Nach der Promotion zum Dr. jur. kehrte er nach Bremen zurück und trat als Teilhaber in das Handelshaus Gröning & Co. ein. Am 15. Oktober 1864 wurde er in das Richtercollegium gewählt und am 20. Mai 1864 zum Senator der Freien Hansestadt Bremen. Im Senat der Freien Hansestadt Bremen war er Vorsitzender der Baudeputation und der Inspection der Krankenanstalten.
Der zweite seiner drei Söhne, Stephan von Gröning (1861–1944), war preußischer Verwaltungsbeamter und Regierungspräsident in Potsdam, der dritte Albert Heinrich von Gröning wurde Regierungspräsident in Koblenz.